# Squalius squalus
Squalius squalus är en fiskart som först beskrevs av Bonaparte, 1837.  Squalius squalus ingår i släktet Squalius och familjen karpfiskar. IUCN kategoriserar arten globalt som livskraftig. Inga underarter finns listade i Catalogue of Life.